# John Cornforth
Sir John Warcup Kappa Cornforth (7 tháng 9 năm 1917 – 8 tháng 12 năm 2013) là một nhà hóa học người Úc, đoạt Giải Nobel Hóa học năm 1975 cho công trình nghiên cứu về hóa học lập thể của phản ứng xúc tác bởi enzym.

## Cuộc đời và Sự nghiệp
Cornforth sinh tại Sydney, học ở "Trường trung học nam sinh Sydney" và Đại học Sydney (từ năm 16 tuổi), nơi ông gặp Rita Harradence và sau này hai người kết hôn với nhau.
Ông học ngành Hóa hữu cơ ở School of Chemistry của Đại học Sydney và tốt nghiệp hạng ưu năm 1937. Sau đó ông được học bổng sang học ở St Catherine's College, Oxford Anh, và ông đã sang đây với Rita.
Ông hoàn toàn bị điếc ở tuổi 20 do bị chứng xơ cứng tai (otosclerosis) tăng không ngừng.
Cornforth có ảnh hưởng sâu xa tới công trình nghiên cứu penicillin trong thời Thế chiến thứ hai. Ông đã giúp viết quyển "The Chemistry of Penicillin" (Princeton University Press, 1949). Năm 1975, ông chuyển tới làm việc ở Đại học Sussex với cương vị giáo sư nghiên cứu của Hội hoàng gia Luân Đôn và tiếp tục nghiên cứu hóa học ở đây.

## Giải thưởng và Vinh dự
- Ông được trao Giải Nobel Hóa học năm 1975, chung với Vladimir Prelog.
- Được phong hầu tước năm 1977.
- Huy chương Corday-Morgan năm 1953.
- Huy chương của Hội hoàng gia Luân Đôn năm 1976
- Huy chương Copley năm 1982.
- Hội viên Hội hoàng gia Luân Đôn
- Được bầu là người Úc trong năm 1975[3], chung với trung tướng Alan Stretton.